# Regionální doprava
Regionální doprava je neoficiální název pro část osobní veřejné dopravy, zejména veřejné, určenou k zajišťování místní dopravní obsluhy. Zpravidla se toto označení používá v kontextu větších oblasti včetně měst a jiných obcí, které se v nich nacházejí, nikoliv pro samotné systémy městské hromadné dopravy uvnitř území velkých měst.
V České republice je regionální doprava zajišťována především autobusy, ale v menší míře také železniční dopravou (přesto však Česká republika patří mezi státy s nejhustší sítí železničních tratí). Počátky regionální autobusové dopravy v České republice spadají do 1. poloviny 20. století (kromě soukromých dopravců zřizovaly autobusové linky také tehdejší Československé státní dráhy nebo poštovní správa), od 50. let 20. století pak došlo k jejímu velkému rozvoji pod hlavičkou ČSAD.
Regionální doprava je také pojem v dopravě železniční. Regionální neboli lokální trať po které jezdí menší motorové vlaky či jednotky, slouží pouze pro obce či malá města, která jsou spojena se železniční dopravou. Např. trať Frýdek-Místek – Český Těšín.